# Peter Fisher (Autor)
Peter Randolph Fisher (* 19. Mai 1944 in Richmond, Virginia; † 10. Juli 2012) war ein US-amerikanischer LGBT-Aktivist und Autor.

## Leben
Fisher besuchte das Amherst College und studierte an der Columbia University. Er diente in der US Air Force und wurde 1970 ein frühes Mitglied der Organisation Gay Activists Alliance (GAA), einer Protestgruppe, die sich nach den Stonewall-Unruhen von der Gay Liberation Front abspaltete. Fisher leitete eine Reihe von Protesten gegen Persönlichkeiten des öffentlichen Lebens, die von der Gay Activists Alliance organisiert wurden, und diente als inoffizieller Historiker für die Gruppe.
Sein langjähriger Lebensgefährte war der US-amerikanische Autor Marc Rubin. Seine Manuskripte und Papiere sind zusammen mit denen seines Partners und Mitaktivisten Marc Rubin im Lesben-, Schwulen-, Bisexuellen- und Transgender-Gemeindezentrum in New York archiviert.

## Werke (Auswahl)
- 1972: The Gay Mystique: The Myth and Reality of Male Homosexuality
- 1979: Special Teachers/Special Boys (gemeinsam mit Marc Rubin)
- 1980: Dreamlovers
- 1983: Black Star

## Auszeichnungen und Preise (Auswahl)
- 1972: Stonewall Book Award für The Gay Mystique: The Myth and Reality of Male Homosexuality